# Miroslav Pastyřík
Miroslav Pastyřík (16. srpna 1912 – 24. října 1995) byl český a československý politik Komunistické strany Československa a poúnorový poslanec Národního shromáždění ČSSR a Sněmovny lidu Federálního shromáždění.

## Biografie
IX. sjezd KSČ ho zvolil za člena Ústředního výboru Komunistické strany Československa. X. sjezd KSČ, XI. sjezd KSČ, XII. sjezd KSČ a XIII. sjezd KSČ ho ve funkci potvrdil. V období červen 1966 – duben 1968 byl navíc kandidátem předsednictva ÚV KSČ a ve stejném období i členem sekretariátu ÚV KSČ. Již v období leden – září 1951 byl členem organizačního sekretariátu ÚV KSČ. V roce 1966 je v západních analýzách popisován jako konzervativní stalinista, který v působil od roku 1963 v odborovém hnutí.
V listopadu 1965 byl poté, co rezignoval František Zupka, pověřen jako dosavadní místopředseda řízením Ústřední rady odborů. Na sjezdu ÚRO v lednu a únoru 1967 byl pak zvolen řádným předsedou. Patřil k okruhu funkcionářů, které do vysokých funkcí dosadil Antonín Novotný. Během pražského jara roku 1968 pak v odborové organizaci představoval konzervativní menšinu, která nepřešla na reformní pozice. V prosinci 1967 vystupoval při jednání ÚV KSČ o sesazení Novotného z postu prvního tajemníka ÚV KSČ na podporu Novotného.
Ve volbách roku 1964 byl zvolen za KSČ do Národního shromáždění ČSSR za Severočeský kraj. V Národním shromáždění zasedal až do konce volebního období parlamentu v roce 1968.
K roku 1968 se zmiňuje coby důchodce z obvodu Děčín. Po invazi vojsk Varšavské smlouvy do Československa za počínající normalizace se podílel na čistkách. Zasedal v komisi pro prověrky členů v televizním studiu Praha, která v prosinci 1970 předložila své závěry. V roce 1976 se uvádí jako tajemník Národního výboru města Brna.
Po federalizaci Československa usedl roku 1969 do Sněmovny lidu Federálního shromáždění (volební obvod Děčín), kde setrval do konce volebního období parlamentu, tedy do voleb roku 1971.